# Michelle Rodríguez (tennis)
Pour les articles homonymes, voir Michelle Rodríguez et Rodríguez.
Michelle Boulle, puis Michelle Boulle-Rodríguez ou Michelle Rodríguez après 1966, est une joueuse de tennis française-chilienne, active dans les années 1960 et 1970. Jouant d'abord pour la France, elle représente ensuite le Chili après son mariage avec le joueur de tennis Patricio Rodríguez.

## Palmarès

### Titre en double dames
| No | Date       | Nom et lieu du tournoi                | Catégorie | Surface      | Partenaire         | Finalistes                              | Score    |          |
| -- | ---------- | ------------------------------------- | --------- | ------------ | ------------------ | --------------------------------------- | -------- | -------- |
| 1  | 20-07-1970 | Trophée Raquette d'Or Aix-en-Provence |           | Terre (ext.) | Fiorella Bonicelli | Johanne Venturino Jacqueline Rees-Lewis | 6-1, 6-1 | Parcours |

### Finale en double dames
| No | Date       | Nom et lieu du tournoi          | Catégorie | Surface      | Vainqueures                 | Partenaire     | Score    |          |
| -- | ---------- | ------------------------------- | --------- | ------------ | --------------------------- | -------------- | -------- | -------- |
| 1  | 08-07-1974 | Swiss Open Championships Gstaad |           | Terre (ext.) | Helga Schultze Lea Pericoli | Kayoko Fukuoka | 6-2, 6-0 | Parcours |

## Parcours en Grand Chelem (partiel)

### En simple dames
| Année | Championnat d'Australie Open d'Australie | Championnat d'Australie Open d'Australie | Internationaux de France | Internationaux de France | Wimbledon       | Wimbledon       | US National US Open | US National US Open |
| ----- | ---------------------------------------- | ---------------------------------------- | ------------------------ | ------------------------ | --------------- | --------------- | ------------------- | ------------------- |
| 1962  | -                                        | -                                        | 3e tour (1/16)           | Ann Haydon               | -               | -               | -                   | -                   |
| 1963  | -                                        | -                                        | 1er tour (1/64)          | Carol Newman             | -               | -               | -                   | -                   |
| 1964  | -                                        | -                                        | 3e tour (1/16)           | Lea Pericoli             | -               | -               | 2e tour (1/32)      | I. de Lansalut      |
| 1965  | -                                        | -                                        | 2e tour (1/32)           | Helga Schultze           | 3e tour (1/16)  | Virginia Wade   | -                   | -                   |
| 1966  | 1er tour (1/32)                          | A. Pfannenberg                           | -                        | -                        | -               | -               | -                   | -                   |
| 1967  | -                                        | -                                        | 1er tour (1/64)          | Edda Buding              | -               | -               | -                   | -                   |
| 1968  | -                                        | -                                        | 3e tour (1/16)           | Maria Bueno              | -               | -               | -                   | -                   |
| 1970  | -                                        | -                                        | -                        | -                        | -               | -               | 1er tour (1/32)     | C. Sandberg         |
| 1971  | -                                        | -                                        | -                        | -                        | 1er tour (1/64) | Susan Alexander | -                   | -                   |
| 1975  | -                                        | -                                        | 2e tour (1/16)           | Odile de Roubin          | -               | -               | -                   | -                   |

À droite du résultat, l’ultime adversaire.

### En double dames
| Année | Championnat d'Australie Open d'Australie (janvier) | Championnat d'Australie Open d'Australie (janvier) | Internationaux de France      | Internationaux de France   | Wimbledon                      | Wimbledon                 | US National US Open | US National US Open | Championnat d'Australie Open d'Australie (décembre) | Championnat d'Australie Open d'Australie (décembre) |
| ----- | -------------------------------------------------- | -------------------------------------------------- | ----------------------------- | -------------------------- | ------------------------------ | ------------------------- | ------------------- | ------------------- | --------------------------------------------------- | --------------------------------------------------- |
| 1962  | -                                                  | -                                                  | 1er tour (1/32) Honor Durose  | Jan Lehane Lesley Turner   | -                              | -                         | -                   | -                   | n/a                                                 | n/a                                                 |
| 1963  | -                                                  | -                                                  | 1er tour (1/16) S. Galtier    | Carol Newman Tory Ann      | -                              | -                         | -                   | -                   | n/a                                                 | n/a                                                 |
| 1966  | 1er tour (1/16) M. Salfati                         | S. Smith J. Wicks                                  | -                             | -                          | -                              | -                         | -                   | -                   | n/a                                                 | n/a                                                 |
| 1967  | -                                                  | -                                                  | 2e tour (1/16) Kalogeropoulos | Rosie Darmon M. Salfati    | 1er tour (1/32) Kalogeropoulos | Susan Behlmar Nancy Reed  | -                   | -                   | n/a                                                 | n/a                                                 |
| 1968  | -                                                  | -                                                  | 1er tour (1/16) M. Bender     | C. Spinoza É. Terras       | -                              | -                         | -                   | -                   | n/a                                                 | n/a                                                 |
| 1970  | -                                                  | -                                                  | 2e tour (1/16) C. Coronado    | Lany Kaligis Lita Liem     | 2e tour (1/16) É. Terras       | Helen Gourlay Pat Walkden | -                   | -                   | n/a                                                 | n/a                                                 |
| 1971  | -                                                  | -                                                  | 2e tour (1/16) C. Coronado    | Lesley Turner Lesley Hunt  | -                              | -                         | -                   | -                   | n/a                                                 | n/a                                                 |
| 1972  | -                                                  | -                                                  | 1er tour (1/16) O. de Roubin  | M. Neumanova V. Kodesova   | 1er tour (1/32) O. de Roubin   | Monica Giorgi A. Nasuelli | -                   | -                   | n/a                                                 | n/a                                                 |
| 1974  | -                                                  | -                                                  | 2e tour (1/8) R. Maršíková    | D. Fromholtz Laurie Tenney | -                              | -                         | -                   | -                   | n/a                                                 | n/a                                                 |
| 1975  | -                                                  | -                                                  | 1er tour (1/16) A. M. Arias   | Rosie Darmon N. Fuchs      | -                              | -                         | -                   | -                   | n/a                                                 | n/a                                                 |
| 1977  | -                                                  | -                                                  | 1er tour (1/16) Perinne Du    | Lesley Hunt F. Mihai       | -                              | -                         | -                   | -                   | -                                                   | -                                                   |

Sous le résultat, la partenaire ; à droite, l’ultime équipe adverse.

### En double mixte
| Année | Championnat d'Australie Open d'Australie (janvier), | Championnat d'Australie Open d'Australie (janvier), | Internationaux de France      | Internationaux de France    | Wimbledon                    | Wimbledon                  | US National US Open | US National US Open | Championnat d'Australie Open d'Australie (décembre), | Championnat d'Australie Open d'Australie (décembre), |
| ----- | --------------------------------------------------- | --------------------------------------------------- | ----------------------------- | --------------------------- | ---------------------------- | -------------------------- | ------------------- | ------------------- | ---------------------------------------------------- | ---------------------------------------------------- |
| 1962  | -                                                   | -                                                   | 1er tour (1/32) Simo Nikolic  | C. Coronado J. E. Mandarino | -                            | -                          | -                   | -                   | n/a                                                  | n/a                                                  |
| 1963  | -                                                   | -                                                   | 1er tour (1/32) Colin Zeeman  | M. Peterdy William Hoogs    | -                            | -                          | -                   | -                   | n/a                                                  | n/a                                                  |
| 1964  | -                                                   | -                                                   | -                             | -                           | 2e tour (1/32) José Luis     | C. Mercelis Eric Drossart  | -                   | -                   | n/a                                                  | n/a                                                  |
| 1965  | -                                                   | -                                                   | -                             | -                           | 1er tour (1/64) José Luis    | Estalella-Manso E. Aguirre | -                   | -                   | n/a                                                  | n/a                                                  |
| 1966  | 1er tour (1/16) P. Rodríguez                        | Gwenda Don Brian Bowman                             | -                             | -                           | -                            | -                          | -                   | -                   | n/a                                                  | n/a                                                  |
| 1967  | -                                                   | -                                                   | 2e tour (1/16) Marc Boulle    | A. Dmitrieva A. Metreveli   | 3e tour (1/16) P. Rodríguez  | Carol Hanks Gene Scott     | -                   | -                   | n/a                                                  | n/a                                                  |
| 1968  | -                                                   | -                                                   | 1er tour (1/32) Marc Boulle   | Edda Buding Ingo Buding     | 3e tour (1/16) P. Rodríguez  | Olga Morozova A. Metreveli | -                   | -                   | n/a                                                  | n/a                                                  |
| 1970  | n/a                                                 | n/a                                                 | 3e tour (1/8) P. Cornejo      | Olga Morozova A. Metreveli  | 2e tour (1/32) P. Rodríguez  | Fay Toyne Jim Moore        | -                   | -                   | n/a                                                  | n/a                                                  |
| 1971  | n/a                                                 | n/a                                                 | 3e tour (1/8) P. Cornejo      | Winnie Shaw Toomas Leius    | 1er tour (1/64) P. Rodríguez | Betty Stöve Robert Maud    | -                   | -                   | n/a                                                  | n/a                                                  |
| 1972  | n/a                                                 | n/a                                                 | 1er tour (1/16) Belus Prajoux | Olga Morozova A. Metreveli  | 1er tour (1/64) P. Rodríguez | Mimi Wikstedt Ernie Ewert  | -                   | -                   | n/a                                                  | n/a                                                  |
| 1973  | n/a                                                 | n/a                                                 | 1er tour (1/16) Marc Boulle   | D. Bouteleux J. Chanfreau   | 3e tour (1/16) P. Rodríguez  | J. Newberry Raúl Ramírez   | -                   | -                   | n/a                                                  | n/a                                                  |
| 1974  | n/a                                                 | n/a                                                 | 1er tour (1/16) Marc Boulle   | V. Giugni Thomaz Koch       | 3e tour (1/16) P. Rodríguez  | Christenson Steve Tidball  | -                   | -                   | n/a                                                  | n/a                                                  |
| 1975  | n/a                                                 | n/a                                                 | 1er tour (1/16) Jorge Andrew  | P. Teeguarden Jaime Fillol  | 1er tour (1/32) P. Rodríguez | Lesley Hunt J. Alexander   | -                   | -                   | n/a                                                  | n/a                                                  |
| 1978  | n/a                                                 | n/a                                                 | 1er tour (1/16) J. Ganzábal   | A. Nasuelli Pierre Joly     | -                            | -                          | -                   | -                   | n/a                                                  | n/a                                                  |
| 1979  | n/a                                                 | n/a                                                 | -                             | -                           | 1er tour (1/32) P. Rodríguez | L. Charles David Lloyd     | -                   | -                   | n/a                                                  | n/a                                                  |
| 1980  | n/a                                                 | n/a                                                 | -                             | -                           | 3e tour (1/8) José Luis      | B. J. King Dick Stockton   | -                   | -                   | n/a                                                  | n/a                                                  |
| 1984  | n/a                                                 | n/a                                                 | 1er tour (1/32) Belus Prajoux | N. Herreman B. Foxworth     | -                            | -                          | -                   | -                   | n/a                                                  | n/a                                                  |

Sous le résultat, le partenaire ; à droite, l’ultime équipe adverse.

## Parcours en Coupe de la Fédération
| #                                                           | Date       | Lieu   | Surface      | Gagnante(s)                     | Perdante(s)                         | Score    |          |
|                                                             |            |        |              |                                 |                                     |          |          |
| 1968 - 1er tour (groupe mondial) - Bulgarie - Chili - 2 : 1 |            |        |              |                                 |                                     |          |          |
| 1                                                           | 21/05/1968 | Paris  | Terre (ext.) | Michelle Rodríguez              | Lubka Radkova                       | 6-3, 6-2 | Parcours |
| 1                                                           | 21/05/1968 | Paris  | Terre (ext.) | Maria Chakarova Lubka Radkova   | Margarita Bender Michelle Rodríguez | 6-1, 6-2 | Parcours |
|                                                             |            |        |              |                                 |                                     |          |          |
| 1974 - 1er tour (groupe mondial) - Norvège - Chili - 2 : 1  |            |        |              |                                 |                                     |          |          |
| 2                                                           | 13/05/1974 | Naples | Terre (ext.) | Michelle Rodríguez              | Kirsten Robsahm                     | 6-1, 6-3 | Parcours |
| 2                                                           | 13/05/1974 | Naples | Terre (ext.) | Ellen Grindvold Kirsten Robsahm | Michelle Rodríguez Ana María Arias  | 6-4, 6-3 | Parcours |